# 張楷 (明朝)
張楷（1399年—1460年11月19日），字式之，号介庵，浙江慈（今宁波市）人，明朝政治人物、诗人。

## 生平
張楷生于建文元年（1399年）三月。少能属文，有司听闻其名，补为邑庠生。永乐十三年（1415年）中举人，永乐二十二年（1424年）登甲辰科进士。宣德二年（1427年）任兵部主事，深得尚书张本赏识。不久，任江西道监察御史。宣德五年（1430年）弹劾刑部受贿官吏，连带南京刑部尚书赵羾、南京刑部右侍郎俞士吉以下十数人，皆罢黜，名声鹊起。宣德八年（1433年）前往北京行在考绩，献《圣德颂》，意欲求进，反而忤旨。幸少保陈循营救方得免罪。
正统初年（1435年）还任。正统五年（1440年），升陕西按察佥事，不久迁副使。正统九年（1444年）九月，随同靖远侯王骥与都御史陈镒巡视延绥、宁夏、甘肃诸边。正统十二年（1447年）调抚处州叶宗留等人谋反，次年，升都察院右佥都御史。正统十四年（1449年）在闽提督军务时，因作“除夜不须烧爆竹，四山峰火照人红”等诗句，为给事中王詔弹劾。同年，镇抚福建邓茂七叛乱，拜为监军，总制闽浙，便宜行事。景泰元年（1450年）班师回朝。廷议，以张楷无功，追论下狱。诏以寇平功赎罪，得以放归。居乡五六年。天顺二年（1458年）英宗复其右佥都御史旧职，命致仕。同年七月，张楷奉命督理陕西军饷，通过赂曹吉祥，得以重新出仕。天顺三年（1459年）事竣，召还京，转南京都察院。次年冬，来京。十一月七日卒，时年六十二。

## 著作
著有《蒲東珠玉詩》，聖迹圖一卷。

## 家庭
有孙張昺。